# Гусев, Матвей Матвеевич
Матве́й Матве́евич Гу́сев (16 (28) ноября 1826, Вятка — 10 (22) апреля 1866, Берлин) — русский астроном, один из пионеров астрофизики.

## Биография
Родился в Вятке 14 (26) ноября 1826 года (также указывается 16 ноября); происходил из купеческого сословия. Окончил Вятскую гимназию.
В 1847 году окончил кандидатом физико-математический факультет Казанского университета и с 14 мая 1848 года был консерватором (хранителем) университетских музеев, читал в 1848/1849 учебном году лекции по физике и физической географии на медицинском факультете.
В январе 1850 года уехал работать в Пулковской обсерватории. В 1851 году участвовал в экспедиции для наблюдения в Бердянске полного солнечного затмения.
В августе 1852 года начал работать в Виленской обсерватории, директором которой в то время был Е. Н. Фусс; в 1854 году его сменил Е. Е. Саблер.
В 1859 году был действительным членом личного состава Музеума древностей Виленской археологической комиссии.
В декабре 1865 года стал директором Виленской обсерватории, сменив Саблера.
Умер 22 апреля 1866 года в Берлине, где был проездом, следуя на лечение.

## Научная деятельность
Организовал в Виленской обсерватории систематические фотографические исследования солнечных пятен, создав одну из первых в мире служб Солнца. Изучал природу солнечной короны и протуберанцев, при этом правильно считал их реальными солнечными образованиями, отрицал существовавшую в то время теорию их оптического происхождения. При изучении фотографий Луны, которые подарил ему в Англии изобретатель фотогелиографа У. Де ла Рю, впервые применил математический метод исследования, основанный на точном измерении фотографий. Первым дал наблюдательное подтверждение вывода теории о вытянутости фигуры Луны в направлении Земли (работа «О состоянии Луны», 1860). Исследовал собственные движения звёзд, занимался вопросами учёта рефракции. Наблюдал периодические потоки метеоров. Написал историю Виленской обсерватории за 100 лет. Перевёл и издал на русском языке 3-й (посвящённый астрономии) том сочинения А. Гумбольдта «Космос». В 1860 году основал журнал «Вестник математических наук», который стал первым в России периодическим изданием физико-математического профиля.
В честь М. М. Гусева назван кратер Гусева на Марсе.